# 小叶垂头菊
小叶垂头菊（学名：Cremanthodium microphyllum）为菊科垂头菊属的植物，为中国的特有植物。分布于中国大陆的西藏等地，生长于海拔4,800米至5,000米的地区，一般生长在高山流石滩，目前尚未由人工引种栽培。